# Meilleurs footballeurs européens 1954-2004
Les meilleurs footballeurs européens 1954-2004 sont élus à l'occasion du cinquantième anniversaire de l'Union des associations européennes de football (UEFA) en 2004.

## Mode de sélection
Le palmarès est déterminé par un vote des internautes sur le site web de l'UEFA. Le vote se déroule d'octobre 2003 jusqu'au 11 décembre 2003 et permet aux internautes de sélectionner leurs joueurs européens préférés parmi une liste de 250 footballeurs depuis 1954. La présélection est établie par un comité de l'UEFA dirigé par Jozef Vengloš, président de la commission pour le développement technique de l'UEFA, sur la base des performances des joueurs à la Coupe du monde, au Championnat d'Europe et dans les compétitions nationales et européennes. Un total de 134 796 personnes participent à cette élection et 6 739 800 votes sont donnés. Les résultats du vote sont publiés lors du jubilé de l'UEFA en 2004,.

## Palmarès
Zinédine Zidane se classe premier du palmarès, devant Franz Beckenbauer et Johan Cruyff. La liste des meilleurs joueurs européens du jubilé de l'UEFA est la suivante
,
,
,
,
,
,
,
,
,
,
,
,
,
,
,.
| Rang               | Joueur                  | Nation               | Votes     |
| ------------------ | ----------------------- | -------------------- | --------- |
| Médaille d'or      | Zinédine Zidane         | France               | 123 582   |
| Médaille d'argent  | Franz Beckenbauer       | Allemagne de l'Ouest | 122 569   |
| Médaille de bronze | Johan Cruyff            | Pays-Bas             | 119 332   |
| 4                  | Marco van Basten        | Pays-Bas             | 117 987   |
| 5                  | Dino Zoff               | Italie               | 114 529   |
| 6                  | Alfredo Di Stéfano      | Espagne              | 107 435   |
| 7                  | Eusébio                 | Portugal             | 103 937   |
| 8                  | Lev Yachine             | Union soviétique     | 101 862   |
| 9                  | Michel Platini          | France               | 99 380    |
| 10                 | Paolo Maldini           | Italie               | 95 497    |
| 11                 | Ferenc Puskás           | Hongrie Espagne      | 94 361    |
| 12                 | Paolo Rossi             | Italie               | 91 194    |
| 13                 | Ruud Gullit             | Pays-Bas             | 91 001    |
| 14                 | Bobby Charlton          | Angleterre           | 89 921    |
| 15                 | Lothar Matthäus         | Allemagne de l'Ouest | 86 798    |
| 16                 | Karl-Heinz Rummenigge   | Allemagne de l'Ouest | 86 649    |
| 17                 | Franco Baresi           | Italie               | 83 800    |
| 18                 | Gerd Müller             | Allemagne de l'Ouest | 82 668    |
| 19                 | George Best             | Irlande du Nord      | 79 036    |
| 20                 | Kevin Keegan            | Angleterre           | 78 840    |
| 21                 | Frank Rijkaard          | Pays-Bas             | 71 333    |
| 22                 | David Beckham           | Angleterre           | 71 299    |
| 23                 | Bobby Moore             | Angleterre           | 70 884    |
| 24                 | Roberto Baggio          | Italie               | 68 239    |
| 25                 | Michael Laudrup         | Danemark             | 67 484    |
| 26                 | Ronald Koeman           | Pays-Bas             | 66 661    |
| 27                 | Peter Schmeichel        | Danemark             | 66 463    |
| 28                 | Gheorghe Hagi           | Roumanie             | 62 383    |
| 29                 | Sepp Maier              | Allemagne de l'Ouest | 62 375    |
| 30                 | Oliver Kahn             | Allemagne            | 58 151    |
| 31                 | Luís Figo               | Portugal             | 58 078    |
| 32                 | Raúl                    | Espagne              | 56 880    |
| 33                 | Berti Vogts             | Allemagne de l'Ouest | 55 398    |
| 34                 | Johan Neeskens          | Pays-Bas             | 54 796    |
| 35                 | Gianni Rivera           | Italie               | 53 874    |
| 36                 | José Antonio Camacho    | Espagne              | 53 873    |
| 37                 | Marco Tardelli          | Italie               | 53 732    |
| 38                 | Just Fontaine           | France               | 53 612    |
| 39                 | Peter Shilton           | Angleterre           | 50 841    |
| 40                 | Bernd Schuster          | Allemagne de l'Ouest | 50 247    |
| 41                 | Raymond Kopa            | France               | 49 504    |
| 42                 | Éric Cantona            | France               | 48 436    |
| 43                 | Stanley Matthews        | Angleterre           | 47 915    |
| 44                 | Ruud van Nistelrooy     | Pays-Bas             | 47 398    |
| 45                 | Valentin Ivanov         | Union soviétique     | 46 022    |
| 46                 | Gary Lineker            | Angleterre           | 44 787    |
| 47                 | Alessandro Nesta        | Italie               | 44 667    |
| 48                 | José Santamaría         | Uruguay Espagne      | 43 690    |
| 49                 | Alessandro Del Piero    | Italie               | 43 227    |
| 50                 | Alessandro Costacurta   | Italie               | 42 511    |
| 51                 | Kenny Dalglish          | Écosse               | 36 630    |
| 52                 | Andriy Chevtchenko      | Ukraine              | 36 207    |
| 53                 | Germano                 | Portugal             | 35 024    |
| 54                 | Billy Wright            | Angleterre           | non listé |
| 55                 | Gordon Banks            | Angleterre           | 34 651    |
| 56                 | Zbigniew Boniek         | Pologne              | 34 046    |
| 57                 | Francisco Gento         | Espagne              | 33 871    |
| 58                 | Ruud Krol               | Pays-Bas             | 32 799    |
| 59                 | Costa Pereira           | Portugal             | 32 781    |
| 60                 | Thierry Henry           | France               | 32 700    |
| 61                 | Duncan Edwards          | Angleterre           | 32 678    |
| 62                 | Claudio Gentile         | Italie               | 32 533    |
| 63                 | Luis Suárez             | Espagne              | 32 325    |
| 64                 | Jürgen Klinsmann        | Allemagne de l'Ouest | 31 277    |
| 65                 | Andoni Zubizarreta      | Espagne              | 31 035    |
| 66                 | Bruno Conti             | Italie               | 30 902    |
| 67                 | László Kubala           | Hongrie Espagne      | 30 516    |
| 68                 | Fritz Walter            | Allemagne de l'Ouest | 29 973    |
| 69                 | Nils Liedholm           | Suède                | 29 925    |
| 70                 | Rudi Völler             | Allemagne de l'Ouest | 29 902    |
| 71                 | Igor Netto              | Union soviétique     | 29 750    |
| 72                 | Paul Gascoigne          | Angleterre           | 29 749    |
| 73                 | Edgar Davids            | Pays-Bas             | 29 086    |
| 74                 | Paul Breitner           | Allemagne de l'Ouest | 29 050    |
| 75                 | Fernando Hierro         | Espagne              | 28 612    |
| 76                 | Jean-Pierre Papin       | France               | 28 044    |
| 77                 | Hristo Stoitchkov       | Bulgarie             | 28 006    |
| 78                 | Dennis Bergkamp         | Pays-Bas             | 27 745    |
| 79                 | Emilio Butragueño       | Espagne              | 27 411    |
| 80                 | Oleg Blokhine           | Union soviétique     | 27 395    |
| 81                 | Eric Gerets             | Belgique             | non listé |
| 82                 | Juan Alberto Schiaffino | Uruguay Italie       | non listé |
| 83                 | Rui Costa               | Portugal             | 26 838    |
| 84                 | Sandro Mazzola          | Italie               | 26 679    |
| 85                 | Michel Preud'homme      | Belgique             | 26 621    |
| 86                 | Giancarlo Antognoni     | Italie               | 26 268    |
| 87                 | Hansi Müller            | Allemagne de l'Ouest | 26 224    |
| 88                 | Christian Vieri         | Italie               | 25 388    |
| 89                 | Omar Sívori             | Argentine Italie     | 25 277    |
| 90                 | Sándor Kocsis           | Hongrie              | 25 125    |
| 91                 | Juanito                 | Espagne              | non listé |
| 92                 | Zvonimir Boban          | Croatie              | 25 078    |
| 93                 | Branko Zebec            | Yougoslavie          | 24 747    |
| 94                 | José Altafini           | Brésil Italie        | 24 673    |
| 95                 | Alain Giresse           | France               | 24 408    |
| 96                 | Roberto Bettega         | Italie               | 24 400    |
| 97                 | Rinat Dasaev            | Union soviétique     | 24 197    |
| 98                 | József Bozsik           | Hongrie              | 24 086    |
| 99                 | Pirri                   | Espagne              | 23 968    |
| 100                | Luigi Riva              | Italie               | 23 649    |